# Aurora (évkönyv, 1822–1837)
Rendszeresen megjelenő irodalmi zsebkönyv. A német nyelvű irodalmi almanachok kiszorítására és a hazai irodalom népszerűsítésére indította Kisfaludy Károly 1822-ben. Anyagi támogatói is voltak, 1830-ban bekövetkezett haláláig szerkesztette. Halála után Bajza József vette át a szerkesztést. A kiadó a Trattner-Károlyi Nyomda volt. Szerepet játszott a magyar irodalmi élet felélénkítésében, Pest irodalmi központtá alakításában. Megjelentette évről évre Kazinczy Ferenc, Kölcsey Ferenc, Kisfaludy Károly, Kisfaludy Sándor, Vörösmarty Mihály, Berzsenyi Dániel, Bajza József, Toldy Ferenc, Vajda Péter, Czuczor Gergely, Zádor György, Helmeczy Mihály és mások munkáit. A nemzeti romantikát részesítette előnyben. Új műfajok (népies dal, regény, novella) jelentkeztek hasábjain. A zsebkönyvben a nemzeti múltidéző epikum műfajai domináltak (eposz, elbeszélő költemény, heroid), kiegészítve a realisztikus novellával, népdalokkal, vígjátékokkal. A Kisfaludy Károly által közzétett népdalok formautánzóak, külsőségekbe vesszők voltak és több mint egy évtizedig ez a minta válik általánossá a hazai közízlésben.
1837-ig jelent meg.
Kapcsolatban állt a Tudományos Gyűjteménnyel is, hiszen Vörösmarty a Tudományos Gyűjtemény szerkesztője, Zádor György pedig a a Tudományos Gyűjtemény segédszerkesztője volt. A  Conversations-lexikoni pör kapcsán viszont az Aurora-kör szerzői szembekerültek a Közhasznú Esmeretek Tára szerzőgárdájával.
Bajza József pedig Toldy Ferenccel állt szembe, mivel elégedetlen volt a szerb dalok fordításával, mivel nem találta elég naivnak, természetesnek, könnyednek.
Részben Vitkovics Mihály Nagyhíd utcai lakásán is rendszeresen megfordultak az Auróra munkatársai, megbeszélve a kötetek tartalmát, részben pedig Bártfay László Üllői út 18 sz. alatti otthonában. Irodalmi és nyelvészeti munkákról - mint pl. Bugát Pál szómagyarításairól - egyaránt szó esett. 
Kisfaludy Károly emlékének ápolásában is szerepet játszott, Ferenczy István szobortervét már az Aurora 1833. évi kötetében közzétették. Ugyanakkor Ferenczy István is a Közhasznú Esmeretek Tára szerzőgárdájához csatlakozott, mivel Döbrenteivel ápolt jó viszonyt. Az 1832. évi Auróra pedig közzétette Vörösmarty Mihály A gyász-kíséret című, Kisfaludy Károlyra emlékező versét.